# ألفرد ماديسون بربور
ألفرد ماديسون بربور (بالإنجليزية: Alfred Madison Barbour) هو محامي أمريكي، ولد في 17 أبريل 1829 في مقاطعة كلبيبر في الولايات المتحدة، وتوفي في 4 أبريل 1866 في مونتغومري في الولايات المتحدة.